# Hadda Brooks
Hadda Brooks, (Los Angeles, 1916. október 29. – Los Angeles, 2002. november 21.) amerikai zongorista, énekesnő, dalszerző. A „boogie királynője”.

## Pályafutása
Brooks az 1940-es évek közepén Jules Bihari, a Modern Records munkatársa adta neki a Hadda Brooks művésznevet.
Az 1970-es években Európába ingázott, hogy éjszakai klubokban és fesztiválokon játszott. Ritkán lépett fel az Egyesült Államokban, mert Ausztráliába költözött. 1984-ben jelent meg a Queen of the Boogie című válogatásalbuma, amely az 1940-es évek felvételeit tartalmazza. Két évvel később menedzsere, Alan Eichler csalta vissza 16 évig tartó visszavonuláltságából egy turné előtt. 1959-ben Hawaii állammá avatási ünnepségén énekelt.
Egyszer meghívták XII. Pius pápához egy privát audienciára.
Lemezkarrierjét az 1994-es „Anytime, Anyplace, Anywhere” című albummal folytatta. A Virgin Records megvásárolta a régi Modern Records katalógust, és Brooks újabb sikereinek köszönhetően kiadott egy válogatásalbumot az 1940-es és 1950-es évekbeli felvételeiből „That's My Desire” címmel.
A kiadó leszerződtette őt három dal felvételére az „Even Santa Gets the Blues” című karácsonyi albumra, amit még szokatlanabbá tett az a tény, hogy 50 év különbséggel ugyanazon a kiadónál jelentek meg dalai. A „Time Was When” (Virgin, 1996) című albumon Al Viola (gitár), Eugene Wright (basszusgitár) és Richard Dodd (cselló) is közreműködött, és ő maga írta a két dalt is: a „You Go Your Way and I'll Go Crazy”-t és a „Mama's Blues”-t. Koncerteket rendeztek ebből a New York-i Michael's Pubban és a Vine St. Bar and Grillben.
2007-ben a Los Angeles-i Silver Lake Filmfesztiválon bemutatták a Brooks életéről szóló 72 perces dokumentumfilmet, a „Queen of the Boogie”-t, amelyet Austin Young és Barry Pett rendezett.

## Albumok
| Év   | Cím                                         | Műfaj       | Kiadó             |
| ---- | ------------------------------------------- | ----------- | ----------------- |
| 1957 | Femme Fatale                                | Jazz, blues | Crown             |
| 1958 | Swings the Boogie                           | Jazz, blues | Crown             |
| 1963 | Sings and Swings                            | Jazz, blues | Crown             |
| 1971 | Hadda                                       | Jazz, blues | Rob Ray           |
| 1984 | Queen of the Boogie                         | Jazz, blues | Oldie Blues       |
| 1988 | Romance in the Dark                         | Jazz, blues | Jukebox Lil       |
| 1993 | Romance in the Dark (The Modern Recordings) | Jazz, blues | Ace               |
| 1994 | Anytime, Anyplace, Anywhere                 | Jazz, blues | DRG               |
| 1994 | That's My Desire (The Modern Recordings)    | Jazz, blues | Virgin/Flair      |
| 1995 | Even Santa Gets the Blues                   | Jazz, blues | Pointblank/Virgin |
| 1996 | Time Was When                               | Jazz, blues | Pointblank/Virgin |
| 1997 | Jump Back Honey: The Complete OKeh Sessions | Jazz, blues | Columbia/Legacy   |
| 1999 | I've Got News for You [2-CD]                | Jazz, blues | Pointblank/Virgin |
| 2003 | Swingin' the Boogie                         | Jazz, blues | Ace               |
| 2005 | That's Where I Came In                      | Jazz, blues | Ace               |

## Filmek
| Év   | Cím                       | Szerep         | Megjegyzés         |
| ---- | ------------------------- | -------------- | ------------------ |
| 1947 | Out of the Blue           | sajátmaga      |                    |
| 1948 | Boogie Woogie Blues       | sajátmaga      |                    |
| 1949 | The Joint is Jumpin'      | sajátmaga      |                    |
| 1950 | In a Lonely Place         | sajátmaga      |                    |
| 1952 | The Bad and the Beautiful | zongorista     |                    |
| 1995 | The Crossing Guard        | zongorista     |                    |
| 1999 | The Thirteenth Floor      | zongorista     |                    |
| 2000 | John John in the Sky      | Mrs. Kendricks | utolsó filmszerepe |

## Díjak
- 1993: Rhythm and Blues Foundation Hall of Fame.

## Fordítás
- Ez a szócikk részben vagy egészben  a   Hadda Brooks című angol Wikipédia-szócikk ezen változatának fordításán alapul.  Az eredeti cikk szerkesztőit annak laptörténete sorolja fel. Ez a jelzés csupán a megfogalmazás eredetét és a szerzői jogokat jelzi, nem szolgál a cikkben szereplő információk forrásmegjelöléseként.